# Ganaveix
Der Ganaveix ist ein kleiner Fluss im Südwesten von Frankreich, der im Département Corrèze der Region Nouvelle-Aquitaine nördlich der Stadt Brive-la-Gaillarde verläuft.

## Geografie

### Verlauf
Der Ganaveix entspringt im Gemeindegebiet von Meilhards, verläuft generell Richtung Süden und mündet nach rund 17 Kilometern im Gemeindegebiet von Condat-sur-Ganaveix als rechter Nebenfluss in den Bradascou.

### Orte am Fluss
(Reihenfolge in Fließrichtung)
- Laurière, Gemeinde Meilhards
- Las Champs, Gemeinde Meilhards
- La Bafferie, Gemeinde Meilhards
- Le Moulin du Conseiller, Gemeinde Lamongerie
- Condat-sur-Ganaveix